# Sabrina Ferilli
 (août 2020).
Si vous disposez d'ouvrages ou d'articles de référence ou si vous connaissez des sites web de qualité traitant du thème abordé ici, merci de compléter l'article en donnant les références utiles à sa vérifiabilité et en les liant à la section « Notes et références ».
Sabrina Ferilli, née le 28 juin 1964 à Rome, est une actrice italienne.
Elle est notamment connue en France pour avoir joué le rôle de Ramona dans La Grande Bellezza en 2013 ainsi que Dalida dans le téléfilm du même nom en 2005.

## Biographie

### Carrière
Après avoir quitté l'école, elle a d'abord été refusée au Centre cinématographique expérimental de Rome. Elle a pris des cours d'élocution et a obtenu en parallèle des petits rôles dans des longs-métrages. 
Elle a finalement intégré le Centre cinématographique expérimental.[Quand ?] En 1990, elle décroche un rôle dans Americano Rosso (The Red American) réalisé par Alessandro D'Alatri. 
En 1993, elle joue dans Diario di un Vizio (Journal d'un vice)  de Marco Ferreri, qui a été récompensé par le Prix de la critique au Festival du film de Berlin. 
Elle est devenue populaire à la télévision italienne[réf. nécessaire], grâce à la série Commesse (1999).
En 2005, elle se fait connaître du grand public[réf. nécessaire] français grâce à son interprétation de la chanteuse Dalida dans le téléfilm de Joyce Buñuel.

### Vie privée
Le père de Sabrina Ferilli était porte-parole du conseil régional du Parti communiste italien du Latium. Elle a été influencée par cette orientation politique.
Elle a été mariée au juriste Andrea Perone de 2003 à 2005. 
En 2011, elle a épousé Flavio Cattaneo.
Elle est fan de l'AS Roma.

## Filmographie

### Cinéma
- 1987 : Rimini, Rimini - un anno dopo de Bruno Corbucci et Giorgio Capitani : la cassière du bar
- 1987 : Caramelle da uno sconosciuto de Franco Ferrini : la romaine
- 1988 : Il volpone de Maurizio Ponzi : Rosalba
- 1988 : La Femme de mes amours (Il frullo del passero) de Gianfranco Mingozzi : la dame des étoiles
- 1988 : Une catin pour deux larrons (I picari) de Mario Monicelli : une prostituée
- 1989 : Night Club de Sergio Corbucci : Erina
- 1990 : Piccoli omicidi senza parole de José Quaglio :
- 1990 : La strada di Ball de Marco Colli :
- 1991 : Americano rosso de Alessandro D'Alatri : Zaira
- 1991 : Un giorno di festa :
- 1992 : Donne sottotetto de Roberto Giannarelli : Diana
- 1992 : Naufraghi sotto costa de Marco Colli : Jole
- 1992 : Vietato ai minori de Maurizio Ponzi : Barbara, la femme éboueur
- 1993 : Donne in un giorno di festa de Salvatore Maira : Sabrina
- 1993 : Journal d'un vice Diario di un vizio de Marco Ferreri : Luigia
- 1994 : Anche i commercialisti hanno un'anima de Maurizio Ponzi : Sonia
- 1994 : Il giudice ragazzino de Alessandro Di Robilant : Angela Guarnera
- 1994 : La bella vita de Paolo Virzì : Mirella
- 1996 : Alleluia, alleluia... correva l'anno 999 de Giacomo Battiato :
- 1996 : Ferie d'agosto de Paolo Virzì : Marisa
- 1996 : Ritorno a casa Gori de Alessandro Benvenuti : Sandra
- 1996 : Le Jour du chien (Vite strozzate) de Ricky Tognazzi : Miriam
- 1997 : Lia, rispondi de José Quaglio :
- 1997 : Oranges amères de Michel Such : Alice
- 1998 : Kaos II (Tu ridi) de Paolo Taviani et Vittorio Taviani : Nora
- 1998 : Il signor Quindicipalle de Francesco Nuti : Sissi
- 1999 : I fobici de Giancarlo Scarchilli : la fille
- 2000 : Le giraffe de Claudio Bonivento : Roberta Tiberi
- 2000 : A ruota libera de Vincenzo Salemme : Silvia
- 2003 : L'acqua... il fuoco (titre luxembourgeois : L'eau... le feu) de Luciano Emmer : Stefania/Elena/Stella
- 2004 : Christmas in Love de Neri Parenti : Lisa
- 2006 : Eccezzziunale... veramente: capitolo secondo... me de Carlo Vanzina : Nunzia
- 2006 : Natale a New York de Neri Parenti : Barbara
- 2008 : Tutta la vita davanti de Paolo Virzì : Daniela
- 2009 : I mostri oggi de Enrico Oldoini : Sabrina/Mamma/Alice/Moglie
- 2009 : Natale a Beverly Hills de Neri Parenti : Cristina
- 2011 : Vacanze di Natale a Cortina de Neri Parenti : Elena Covelli
- 2013 : La grande bellezza de Paolo Sorrentino : Ramona
- 2015 : Io e lei de Maria Sole Tognazzi : Marina Baldi
- 2016 : Forever Young de Fausto Brizzi : Angela
- 2017 : Omicidio all'italiana de Maccio Capatonda : Donatella Spruzzone
- 2017 : The Place de Paolo Genovese : Angela, la patronne du restaurant
- 2017 : Super vacance di Natale de Paolo Ruffini :
- 2018 : Ricchi di fantasia de Francesco Miccichè : Sabrina

### Télévision
- 1986 : Portami la luna de Carlo Cotti :
- 1990 : L'isola dei misteri de Paolo Poeti :
- 1992 : Una storia italiana de Stefano Reali : Matilde
- 1994 : Vandalucia :
- 1995 : Die Falle de Michael Lähn : Mariangela
- 1995 : Inka Connection de Wolf Gremm (feuilleton télévisé) : Maria Ponti
- 1997 : Le Père de ma fille (Il padre di mia figlia) de Livia Giampalmo : Lisa Leto Johnson
- 1998 : Leo e Beo de Rossella Izzo : Laura
- 1999 : Via Borromini (Commesse) de Giorgio Capitani (feuilleton) : Marta De Santis
- 2000 : Le ali della vita de Stefano Reali : Rosanna Ranzi
- 2001 : Come l'America de Andrea Frazzi et Antonio Frazzi : Antonia
- 2001 : Le ali della vita 2 de Stefano Reali : Rosanna Ranzi
- 2002 : Via Borromini (Commesse 2) de Giorgio Capitani (feuilleton) : Marta De Santis
- 2002 : Cuore di donna de Franco Bernini : Flavia
- 2004 : Rivoglio i miei figli de Luigi Perelli : Sonia
- 2004 : Al di là delle frontiere de Maurizio Zaccaro : Angela Ghiglino
- 2004 : Lives of the Saints de Jerry Ciccoritti : Cristina Innocente
- 2005 : Dalida de Joyce Buñuel : Yolanda Gigliotti, dite Dalida
- 2005 : Angela de Andrea Frazzi et Antonio Frazzi : Angela
- 2005 : Matilde de Luca Manfredi : Matilde
- 2005 : Lucia de Pasquale Pozzessere : Lucia
- 2006 : La provinciale de Pasquale Pozzessere : Gemma Foresi
- 2007 : Due imbroglioni e mezzo de Franco Amurri : Gina
- 2008 : Anna e i cinque de Monica Vullo (série, 6 épisodes) : Anna/Nina
- 2010 : Due imbroglioni e mezzo 2 de Franco Amurri (série) : Gina
- 2010 : Caldo criminale de Eros Puglielli (série) : Anna

## Distinctions

### Récompenses
- 1995 : Ruban d'argent de la meilleure actrice par le syndicat national italien des journalistes de cinéma pour La bella vita de Paolo Virzì[2]
- 2008 : Golden Globe italien de la meilleure actrice pour Tutta la vita davanti de Paolo Virzì[2]
- 2008 : Ruban d'argent de la meilleure actrice dans un second rôle par le syndicat national italien des journalistes de cinéma pour Tutta la vita davanti de Paolo Virzì[2]
- 2013 : Ruban d'argent de la meilleure actrice dans un second rôle par le syndicat national italien des journalistes de cinéma pour La grande bellezza de Paolo Sorrentino[2]
- 2017 : Ruban d'argent de la meilleure actrice dans un second rôle pour Omicidio all'italiana de Maccio Capatonda

### Nominations
- 1995 : nommée pour le David di Donatello de la meilleure actrice pour La bella vita de Paolo Virzì
- 2009 : nommée pour le David di Donatello de la meilleure actrice dans un second rôle pour Tutta la vita davanti de Paolo Virzì[2]
- 2014 : nommée pour le David di Donatello de la meilleure actrice pour La grande bellezza de Paolo Sorrentino
- 2016 : nommée pour le David di Donatello de la meilleure actrice pour Io e lei de Maria Sole Tognazzi